# 喜劇 だましの仁義
『喜劇 だましの仁義』（きげき だましのじんぎ）は、1974年5月15日に公開された日本映画。製作は東宝映画。配給は東宝。カラー。上映時間は84分。

## 概要
全国をまたにかけてだましまくるサギ師4人組と、彼らを追う元刑事の知恵比べを描く。

## スタッフ
- 製作：大木舜二
- 監督：福田純
- 原作：山本一夫
- 脚本：小林一邦、西川常三郎、福田純、田波靖男
- 撮影：逢沢譲
- 美術：本多好文
- 録音：坂井長七郎
- 照明：小島正七
- 編集：小川信夫
- 助監督：西川常三郎
- 製作担当者：村上久之
- 音楽：木下忠司

## キャスト
- 川本純平：谷啓
- 松本議二：岸部シロー
- 石山権太郎／山田代議士：小沢昭一
- 長島仙吉：坂上二郎
- 村崎銀子：安田道代
- 川本初江：稲野和子
- 川本信子：本田みちこ
- 赤沢部長：名古屋章
- 溶子：平井道子
- 百合：荒砂ゆき
- 横山：北浦昭義
- 村上町長：太宰久雄
- 柴由助役：堺左千夫
- 大黒：河村弘二
- 兵頭：荒木保夫
- 岩本：今福正雄
- 青木：高岡健二
- 船頭：三谷昇
- ゆかり：右京千晶
- 大家：松崎真
- 囚人：広瀬正一、門脇三郎
- 網元：小川安三
- 不動産屋の主人：佐原健二

## 同時上映
『荒野のドラゴン』
- 監督：マリオ・カイアーノ／主演：チェン・リー／イタリア作品